# 福喜事件

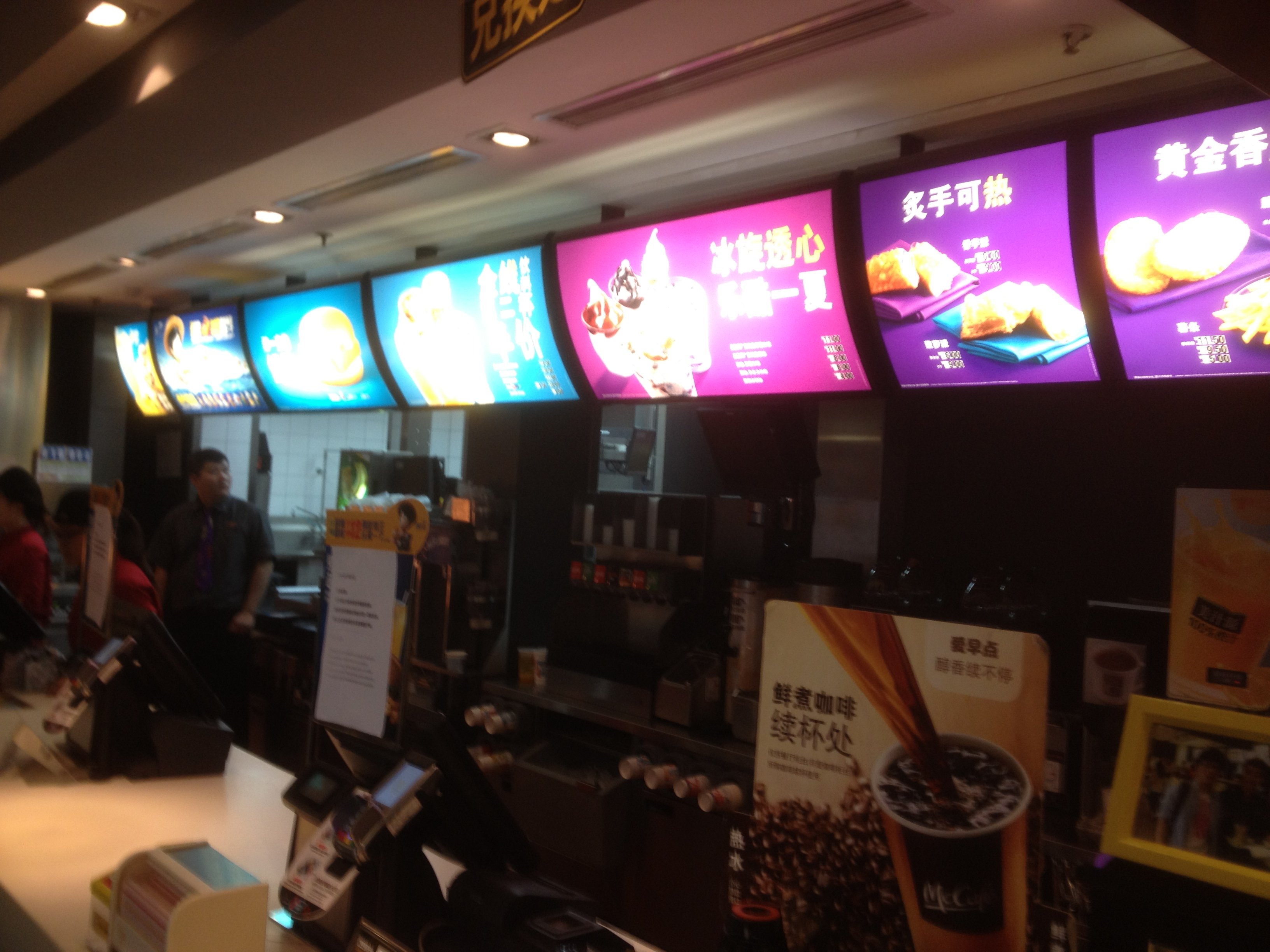
福喜事件期间，麦当劳仅提供有限的菜单

福喜事件，是发生在2014年7月20日因被媒体曝光福喜集团在中国上海的子公司（上海福喜食品有限公司）向疑似RUBY TUESDAY、麦当劳和肯德基等提供过期原料被查封的事件。2016年2月1日，上海市嘉定区人民法院一审宣判，10名被告人均被判处一年零七个月至三年不等的有期徒刑。10月3日，上海市食品药品监督管理局证实，上海福喜食品有限公司和欧喜投资（中国）有限公司共计被罚款2428.5万元人民币。

## 背景
上海福喜食品有限公司成立于1996年，位于上海市嘉定区马陆镇，拥有出口香港、日本的资质，年生产能力为25,000吨左右，公司现有员工500余名。该公司曾被评为“嘉定新城（马陆镇）食品安全生产先进单位（A级）”，且已328天无安全事故。

## 事件经过
2014年7月20日，上海电视台新闻综合频道和东方卫视报道了上海福喜公司向麦当劳和肯德基提供过期原料的事件。据媒体报道称，根据公司的生产计划，原料解冻间当天要使用18吨麦乐鸡原料，这其中含有大量过期的鸡皮和鸡胸肉，而这些原料已经过期了将近半个月。过期原料被工人送至绞肉区，经过大型绞肉机粉碎乳化，过期的鸡皮和鸡胸肉被裹上三层浆粉，经过高温油炸后，麦乐鸡被源源不断地生产出来。另外，为了加强对供应商的管理，每隔一段时间麦当劳等客户都会对上海福喜进行参观检查。记者发现，每次检查前一天，上海福喜的质量把控部门都会通过邮件通知生产单位，检查当天各生产线“不能有次品”，工厂的次品都规定装在蓝色的塑料袋中；而事实上，每当有检查，生产线车间的蓝色塑料袋全都消失了。工人表示，万一给客户们知道，订单就会取消。
2014年6月10日，上海福喜各部门的主管同一时间收到了这样一封邮件，要求“物料延长保质期至本周末，明天安排生产”，迷你小牛排的生产将分为两天生产，每天用量为5吨。现场的工人则直接告诉记者，这些物料是臭肉，不是正常的产品。而这些产品已经超过保质期7个多月。另外，这些产品的生产数据都被随意自改过。不仅如此，这些过期鸡肉原料还被优先安排在中国使用。
事件曝光后，食药监、公安、媒体等人士前往上海福喜进行调查，其中最先到达的食药监部门晚七时许到场却没能进入工厂的大门，保安阻拦近一小时后，才得以进入并开始调查。晚上11点，上海市食药监部门表示，已经查封该企业。
7月21日，全国各地食品药品监督管理局组织力量，对涉事洋快餐品牌供货渠道进行检查，要求所有肯德基、麦当劳问题产品全部下架。其中，上海麥當勞的部分門市只提供薯條和魚柳。同日中午，调查人员对福喜工厂的相关负责人进行了约谈。工厂质量部经理表示，对于过期原料的使用是高层直接授意。
7月22日，上海市食药监局表示，上海福喜公司涉嫌有组织实施违法生产经营食品行为，相关责任人已被控制，当时有5人被刑拘。而广东省食品药品监管部门对广州福喜公司检查发现，该公司无肉制品加工行为。而河北大厂县福喜公司则仍正常生产，且卫生查得更严。
8月3日，上海市副市长、上海市公安局局长白少康在上海人民广播电台《市民与社会》节目时透露，上海福喜食品公司又一高管被抓，目前已有6名高管被刑拘。
8月27日，国家食品药品监督管理总局副局长滕佳材表示，福喜事件将向社会公布最终结果。8月29日，上海福喜食品有限公司高管胡骏等6人因涉嫌生产、销售伪劣产品罪被上海市人民检察院第二分院依法批准逮捕。
2015年9月30日，上海市人民检察院宣布，上海福喜食品有限公司、河北福喜食品有限公司相关负责人杨立群等10名被告人，因涉嫌生产、销售伪劣产品罪，由上海市嘉定区人民检察院向嘉定区人民法院提起公诉。2016年2月1日，上海市嘉定区人民法院一审宣判，10名被告人犯生产、销售伪劣产品罪，被判处一年零七个月至三年不等的有期徒刑，并判处上海福喜、河北福喜两家公司罚金人民币120万元。其中杨立群（澳大利亚籍）被判处有期徒刑3年，并处罚金人民币10万元，驱逐出境；其余9人被判一年七个月至二年八个月不等，并处罚金3万至8万元不等。上述9人中有4人适用缓刑。10人均因刑期不满而上诉。2016年7月1日，上海市第三中级人民法院对上海福喜食品有限公司和河北福喜食品有限公司犯生产、销售伪劣产品罪作出二审终审判决，驳回上诉，维持原判。10月3日，上海市食品药品监督管理局证实，上海福喜食品有限公司和欧喜投资（中国）有限公司共计被罚款2428.5万元人民币，其中嘉定区市场监管局对上海福喜食品有限公司依法作出警告、没收违法生产的食品、没收违法所得、罚款1698.4万元、吊销和注销相关食品生产许可证的行政处罚；徐汇区市场监管局对欧喜投资（中国）有限公司作出警告、罚款730.1万元等行政处罚。此外，上海福喜食品有限公司和相关责任人员也纳入上海食品严重违法失信黑名单。

## 各方回应

### 中国大陆
事件曝光后，中国各大公司均对此事进行了回应。
- 福喜集团表示，此次事件，是一起个体事件，集团愿为整个事件承担全部责任。[18]
- 麦当劳称已全面停用相关原料，部分餐厅可能出现产品断货；7月24日凌晨4时，麦当劳发布声明，终止与上海福喜的合作，将逐步把供应来源调整为河南福喜，同时继续向河北福喜采购部分产品。[27][28]7月28日，麦当劳再度发布声明，自即日起全面暂停使用福喜中国下属子公司食品原料[29]。在北京麦当劳餐厅，主食菜单的13款汉堡和饭食都停止销售，部分餐厅仅有麦香鱼在售，在没有销售麦香鱼的地方，只有饮料、冰淇淋以及薯条出售，但点单者寥寥，有网友戏称为“饮品店”。[30]
- 百胜称已要求肯德基、必胜客餐厅封存并停用由上海福喜提供的所有肉类食品原料，涉及肯德基部分餐厅的芝士猪柳蛋堡和香嫩烤肉堡等两款产品，而必胜客的盐烤德克萨斯风味牛肉也会出现临时断货情况，除福建省少数肯德基餐厅外，其他所有餐厅均未使用福喜原料。7月23日，百胜中国再次发布声明称，全面停止向福喜集团的采购，并保留对福喜集团采取一切法律行动的权利。[31]
- 德克士称已要求全国餐厅封存下架福喜生产的火腿片，并停售早餐火腿三明治。
- 宜家家居称宜家餐厅部门自2013年9月起就已不再提供福喜的产品。
- 赛百味、达美乐、星期五餐厅、吉野家表示未使用福喜任何制品，与福喜不存在任何与食品、原料相关的采购、供货以及其他合作关系。[32]
- 星巴克表示，仅有一家供应商的一款产品“鸡肉苹果酱帕尼尼”中的鸡肉原料来源于福喜，在包括陕西、河南、四川、重庆、湖南、广西等部分地区门店销售，目前已全部下架，并表示“我们确认，星巴克中国没有和上海福喜食品有限公司及福喜在中国的任何其他公司有直接的业务往来。”[33]
- 华莱士表示，该公司并未使用福喜产品。[34]
- 汉堡王表示，即日起停止从福喜在中国的工厂采购任何产品。[35]
- 东方既白、棒约翰、7-11、美其乐目前没有任何回应。

中共中央政治局委员、中共上海市委书记韩正、上海市委副书记、市长杨雄分别作出批示，要求食药监等部门彻查严处，依法“一追到底”。
同日，有法律人士称，福喜过期肉事件影响巨大，可能面临天价罚单，还可能被吊销生产许可证。事实上，早在2013年1月，一名微博网友爆料称，上海福喜的肉类产品存在问题，称上海福喜为麦当劳生产的早餐猪肉饼“是用淋巴结肉做的”，另外使用使用过期原料，随便添加食品添加剂。他还指出，上海福喜给日本麦当劳提供的是优质原料，而中国大陆却用的过期原料和质量较差的原料。
此外，工商登记信息还显示，上海福喜食品和欧喜投资（中国）的法人代表为同一人，都是大卫·吉拉德·麦克唐纳（David Gerard McDonald）。有媒体报道称如果这个姓麦当劳（McDonald）的法人代表与麦当劳存在关系的话，则说明很有可能是通过关联交易来非法牟利且提供劣质食品。但实际上此人是OSI集团（即福喜集团）的总裁兼首席营运官。
7月23日，据上海食药监方面的消息，除之前9家企业外，又发现了两家使用福喜产品的企业，分别是源洪公司和卡乐星公司。其中，昌优是一家本土企业，是味好美等大型企业的长期合作伙伴，客户包括有意思、上岛咖啡、克莉丝汀饼屋、美罗思、欧萨克、派乐汉堡、豪大大鸡排、避风塘、葡京小站、韩国料理等。而卡乐星公司是美国汉堡品牌“卡乐星”的运营方。
同日，福喜集团董事会主席兼首席执行官谢尔登·拉温（Sheldon Lavin）23日就福喜过期肉事件在其官方网站发表致歉声明，称“完全不能接受，我不为之辩护，也不做辩解。”
7月26日，上海食药监公布消息，查实上海福喜新的违法线索，其线索为将退货的2013年5月生产的6批次烟熏风味肉饼更改包装并更改生产日期为2014年1月4日、11日和12日，并将名称改为“风味肉饼”，共计4396箱，已销售3030箱，其余已被封存。同日，上海食药监召开新闻发布会，通报关于查处上海福喜案件的总体进展情况，检查食品生产企业214户，相关连锁餐饮公司总部22户，发现涉嫌问题食品麦乐鸡18吨，烟熏风味肉饼78.1吨，小牛排48吨，共计144.1吨，均已全部封存。上海市食药监局表示，福喜公司涉嫌利用回收食品生产经营食品、篡改生产日期和保质期等行为，违反《中华人民共和国食品安全法》。福喜集团亚太区总经理艾柏强此前表示，代表欧喜投资（中国）有限公司向中国消费者道歉。
7月27日，福喜集团宣布，要求立即收回上海福喜生产的所有产品，同时，福喜集团在中国国内业务将由全球新管理团队接管。翌日（28日）下午，福喜集团在上海召开新闻发布会，莎伦·贝克特将负责全球市场的质量和审计工作，而集团将任命全球轮岗的专家小组，持续调查运营，彻底实施审查。
7月27日下午，韩正主持召开专题会议，针对福喜事件，他表示“在上海，不管什么企业，只要违法，都必须依法严惩。”另外，在厦门肯德基旁边的店铺，挂有关于过期肉的标语，上面写着“你用过期变质肉，作为房东我丢人”14个白色大字和两侧大字“速成鸡国人齐抵制，外资供应商齐窜通”。目前广告横幅依然悬挂，但店门关闭。
7月29日，中国烹饪协会表示，强烈谴责福喜食品提供过期原料事件。
7月30日，上海市人民政府新闻发言人徐威表示，否认曾给上海福喜公司颁奖。
在福喜事件后的8月10日，为加强食品原料供应商和食品原料的监管，上海市食药监局近日已要求连锁餐饮企业提供供应商信息。上海食药监部门已经多次约谈各大连锁餐饮企业，要求其在官网上公布本企业所有食品供应商、食品原料及相关资质材料、每批食品出厂检验报告。

### 香港
7月23日，香港《苹果日报》报道，發現至少五間香港餐厅的麥樂雞、脆辣雞腿、檸檬片及生菜條，均來自河北省大厂县及廣州的福喜廠房，但香港麥當勞拒絕進一步透露更多食材來源地。
7月24日，香港食物环境卫生署食物安全中心宣布，暂停福喜食品所有厂房的食品进口香港，已进口的会封存，不再出售，直至内地调查有结果为止。香港特区政府食物环境卫生署助理署长李小苑表示，香港麦当劳曾进口上海福喜公司生产的冷藏猪肉饼和熟鸡腿肉，并已全数销售。根据出售及库存纪录，在去年7月至今年2月，曾从上海福喜进口吉列猪块；2014年5月中至6月中，短暂进口脆辣鸡腿，这两批食材已全部使用，没有存货。香港麦当劳承认在事件信息发布环节出现混乱向公众致歉。目前香港麦当劳只有数款产品由福喜公司提供原料，分别是来自河北的麦乐鸡、脆辣鸡腿以及晚市的薄切牛，以及由广州供应的蔬菜产品，进口时均通过有关部门的检疫和检测。
7月27日，香港麦当劳就上海福喜事件引起公众疑虑及失望，向市民郑重道歉。
7月28日，香港立法会食物安全及环境卫生事务委员会表示，香港麦当劳110吨福喜食材已经全部封存，并将堆填处理。
9月3日，香港食物安全及环境卫生事务委员会将召开特别会议，讨论上海福喜出产有问题食品采取的跟进措施。

### 澳門
7月22日，澳门民政总署表示，已叫停进口所有由福喜公司生产及进口澳门的食品，并要求澳门所有餐饮企业禁止售卖问题企业产品。澳门曾于今年5月至6月曾进口由上海福喜食品有限公司生产的一款冷冻脆香鸡腿，最近一次进货记录为6月17日，共重576公斤，全数供应给澳门本地麦当劳餐厅。
7月31日，澳门民政总署再次叫停进口商及零售场所出售怀疑有问题的福喜公司所有产品，这些涉事产品重量约3700公斤，包括由广州福喜供应的冷冻甜玉米和蔬菜类，以及由河北福喜供应的脆香鸡腿和肥牛肉。

### 日本
7月22日，日本麦当劳发布消息称，日本国内使用的“麦乐鸡”中约2成从该公司进口。麦当劳正在调查进口鸡肉是否确实过期。日本厚生劳动省宣布，自22日起就上海福喜的“过期肉”事件进行调查。2013年日本麦当劳从上海福喜进口了约4300吨麦乐鸡块，涉及日本中部及东部约1340家麦当劳餐厅，占全日本麦当劳店铺的40%左右。日本官房长官菅义伟表示，将尽快确认相关事实，对该公司生产的食品，日本检疫站已经采取了暂停进口的措施；但目前还没有接到有消费者健康受损的报告。目前，日本麦当劳全面停售中国产鸡肉产品，转用泰国生产的鸡肉产品。
另外，日本的全家便利店也受到该事件的影响。根据公司官网的声明，其在日本全国约1万家全家便利店出售的两种鸡肉制品供货来自上海福喜，目前已经停售。23日日本全家便利店社长中山勇在记者会上，就从上海福喜进口食材一事向日本民众公开致歉。
7月29日，日本麦当劳总裁兼首席执行长官萨拉·卡萨诺瓦就使用上海福喜的过期劣质肉向日本消费者道歉。

### 美国
美国媒体《华尔街日报》、《芝加哥論壇報》、Bloomberg、NBCNews，皆对此事作出了报道。

## 事件影响
受此事件影响，百胜集团和麦当劳股价双双遭遇重挫；而在大陆餐厅客流方面，麦当劳、肯德基依然火爆，在北京海淀黄庄的一家麦当劳餐厅，180人中仅15人选购麦乐鸡，该餐厅工作人员表示没有上海福喜公司提供的的相关食品。
在香港，有市民对此表示担心，短期内不敢再光顾麦当劳，怕小孩吃了对健康有影响；也有舆论说香港麦当劳企图隐瞒，包括曾说没有从上海福喜进口食品，接着被拍到照片，才改口说是河北福喜，再到24日通过食物环境卫生署的检查，才承认确有向上海福喜购入食材。

## 相关评论
- 新华社评论说，“福喜门”事件只是中国众多食品和产品质量问题的冰山一角。中国可借鉴欧美發达国家的经验，理顺监管体制，建立全流程的农产品和食品追溯体系，保证食品在全链条上的质量可控，加强消费者的权益保护。[68]
- 上海本地媒体新民网评论说，“监管有缝才产出福喜这枚臭蛋”。[69]
- 中华人民共和国工业和信息化部前部长李毅中表示：“福喜为什么敢用双重标准？在中国就敢卖过期肉？这不是技术问题，是企业缺乏道德底线！也暴露出我国企业诚信体系建设有待加强。”[70]
- 法制日报评论说：“为确保食品安全，对上海福喜这样胆敢冒天下之大不韪的企业必须杀一儆百，予以最严厉的惩罚。只有这样，才能对潜在的违法者形成有效威慑，使其不敢再犯，进而不想再犯。”[71]
- 美国华人报纸《侨报》评论说，监管机构不能掉以轻心，要用同等严厉的姿态、标准予以监管。[72]

## 相关法规
根据2009年2月28日通過的《中华人民共和国食品安全法》第85条，利用回收食品生产经营食品、篡改生产日期和保质期等行为的，由有关主管部门没收违法所得、违法生产经营的食品和用于违法生产经营的工具、设备、原料等物品；违法生产经营的食品货值金额不足一万元的，并处二千元以上五万元（人民币，下同）以下罚款；货值金额一万元以上的，并处货值金额五倍以上十倍以下罚款；情节严重的可吊销生产许可证。